# Roccazzo (sito archeologico)
Roccazzo è un sito archeologico ubicato nel territorio di Mazara del Vallo, nei pressi della frazione agricola di Borgata Costiera.

## Descrizione
L'area di interesse archeologico è di rilevanti dimensioni, sviluppandosi per circa 20 ettari su un sopralzo di roccia calcarea del tipo che localmente viene definito magaggiara.
Si tratta di un imponente insediamento eneolitico, con grandi capanne a forma di barca e numerose tombe a pozzetto.
Nel 2008 il sito è stato oggetto di una campagna di scavo diretta da Sebastiano Tusa, che ha permesso il rinvenimento di numerose tombe e capanne eneolitiche, oltre a ceramiche neolitiche e dell'età del bronzo e, nella parte più occidentale, di un complesso edificio greco probabilmente databile alla prima fase di colonizzazione del territorio di Selinunte.
Dell'insediamento abitativo sono rimaste solamente le trincee di fondazione di 4 capanne di forma rettangolare, di dimensioni 7⨯16m. Nella necropoli sono state invece rinvenute 47 tombe, ognuna adibita all'inumazione di un solo defunto, ad eccezione della n. 29, che ospitava 14 individui.
Il sito è raggiungibile attraverso la Strada Regionale 17 Fondacazzo - Santa Teresa - Roccazzo.

## Galleria d'immagini

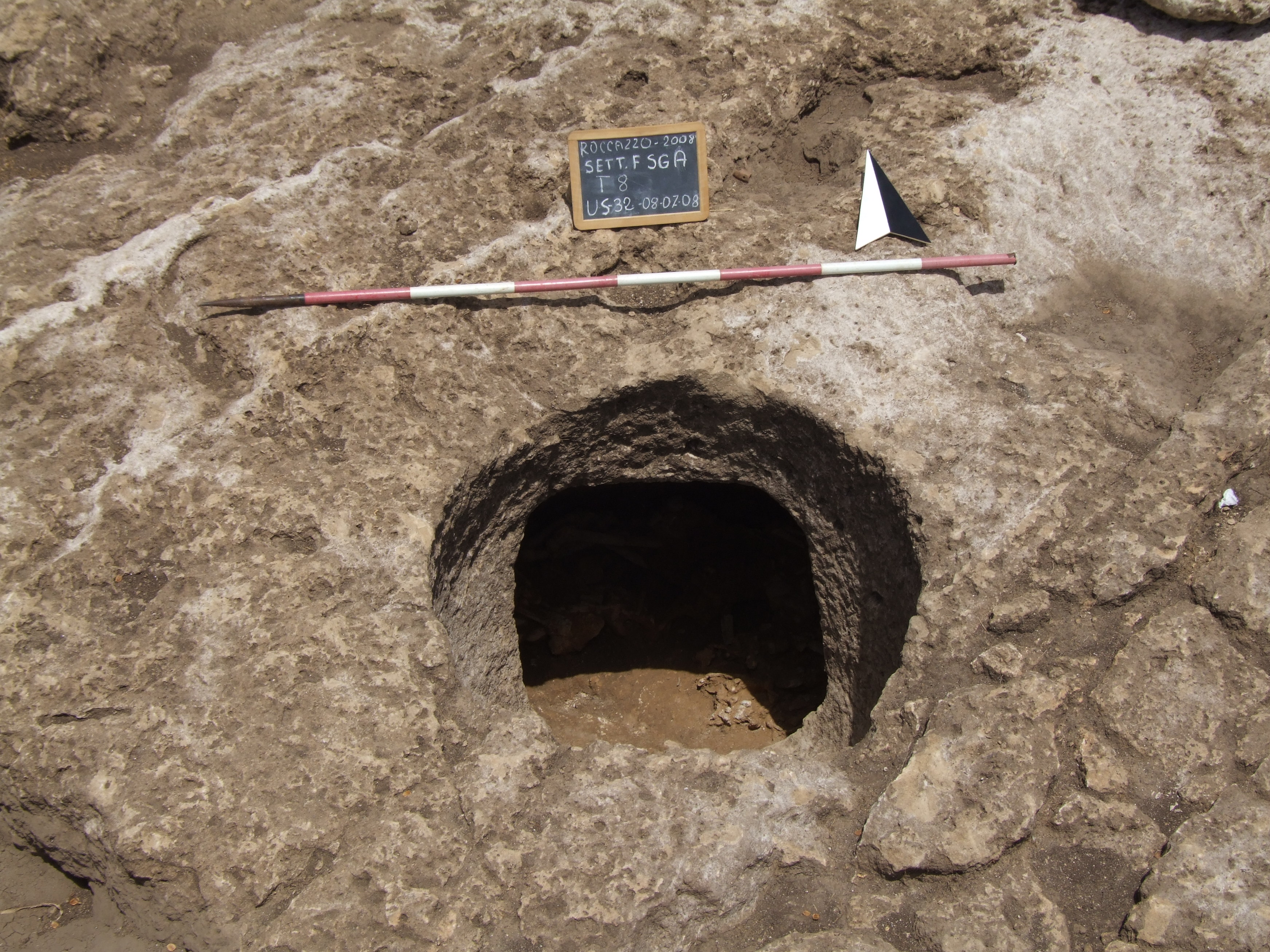
Tomba a pozzetto dell'eneolitico rinvenuta nella campagna di scavi del 2008
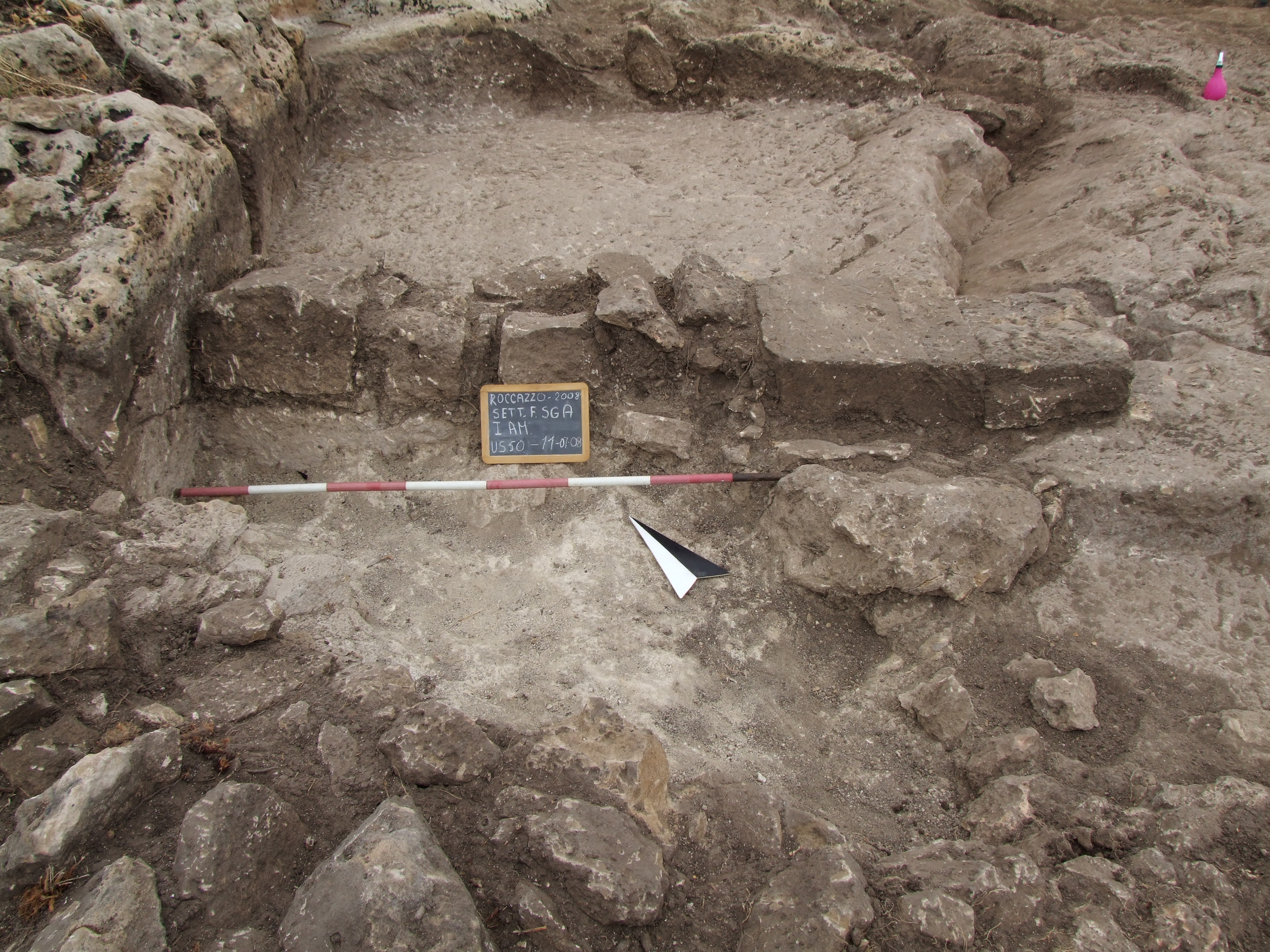
Resti di un'abitazione greca